# Swan with Two Necks (London)

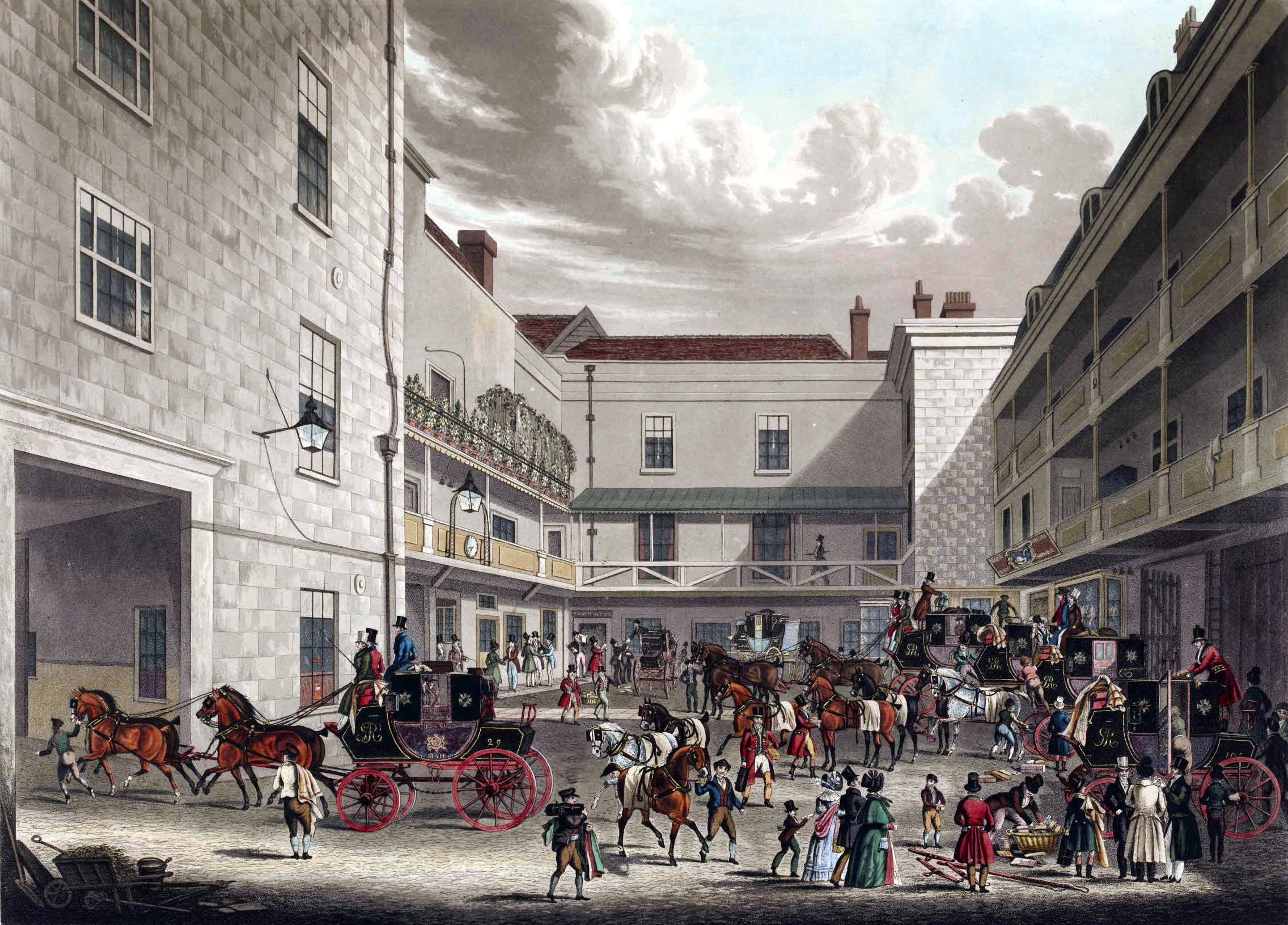
The Swan with Two Necks. Stich von F. Rosenberg nach einem Gemälde von James Pollard. Veröffentlicht von J. Watson, London, 1831.

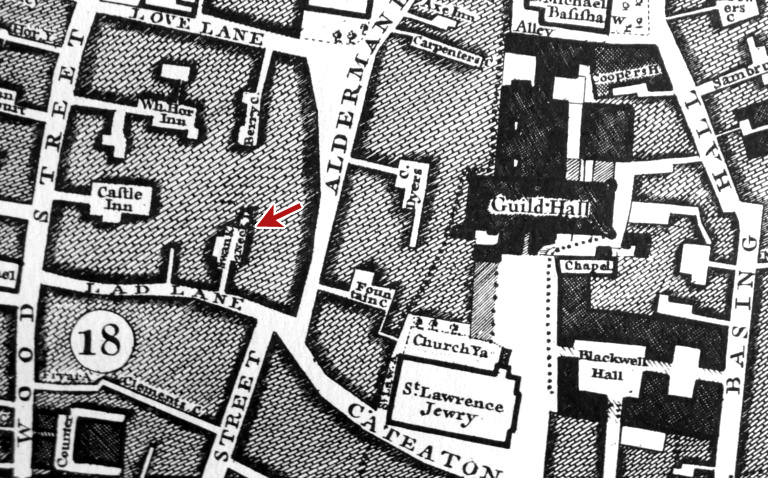
The Swan with Two Necks auf John Rocques Karte von London (1746) (Bildmitte, siehe Pfeil).

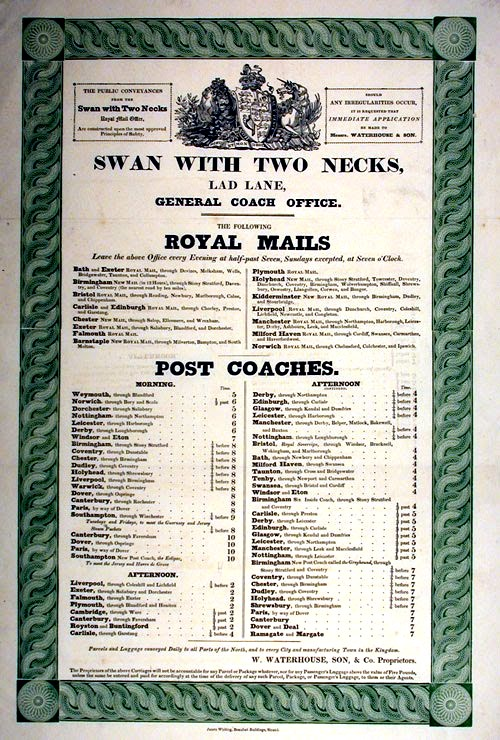
Kutschenabfahrtsplan (unbekannter Zeitpunkt).

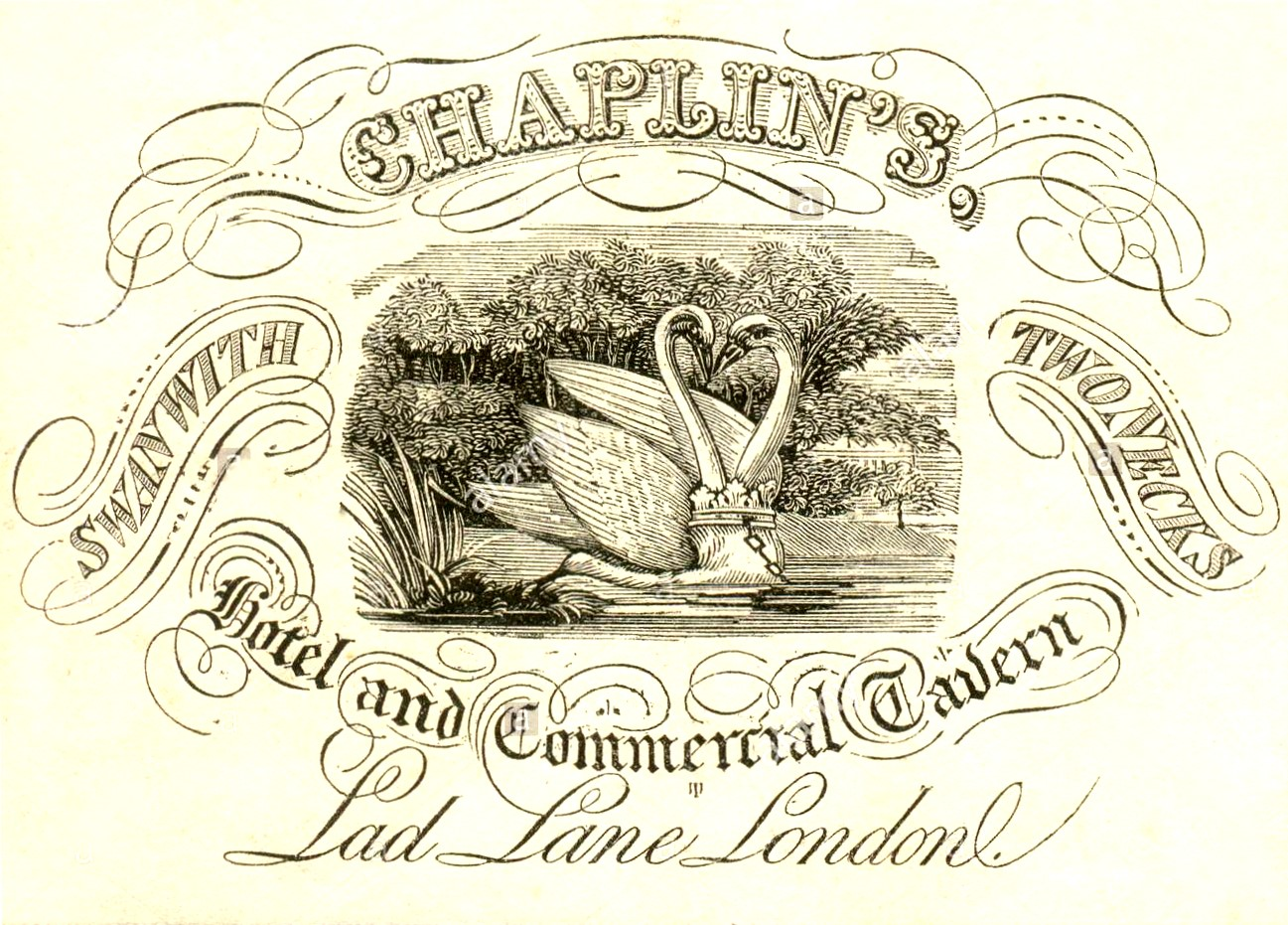
Chaplin’s Swan with Two Necks Hotel and Commercial Tavern Lad Lane London

Das Swan with Two Necks war eine Herberge und Kutschenstation in der City of London, die vor dem Aufkommen von Eisenbahnen eine der Hauptabfahrtspunkte für Reisen aus London in den Norden Englands war. Später wurde es zu einem Umschlagplatz von Gütern und Paketen für den Eisenbahnspediteur und Transporteur Chaplin & Horne.

## Lage
Das Swan lag in einem Hinterhof an der Nordseite der Lad Lane, unweit der Kreuzung Milk Street, Aldermanbury und Cateaton Street. Lad Lane und Cateaton Street wurden 1845 zur Gresham Street.

## Geschichte
Vor dem Aufkommen der Eisenbahnen gehörte das Swan zu den Hauptausgangsstellen für Reisen von London in den Norden von England. John Taylor schrieb in der von ihm verfassten Carriers Coſmographie (1637):

“The Carriers of Mancheſter, doe alſo lodge at the two neck’d Swan in Lad lane (betweene great Woodſtreet, and Milk-ſtreet end) they come every ſecond Thurſday: alſo there do lodge Carriers that doe paſſe through divers other parts of Lancaſhire.”

„Die Fuhrleute aus Manchester logieren ebenfalls im doppelhälsigen Schwan in der Lad Lane (zwischen der großen Woodstreet und dem Ende der Milk Street). Sie kommen jeden zweiten Donnerstag an: auch logieren hier Fuhrleute, die durch andere Teile von Lancashire verkehren.“

Um 1835 gelangte Swan in den Besitz des aus Kent stammenden Fuhrmannes William Chaplin (1787–?), der ein großes Fuhrunternehmen mit 1200 Pferden aufbaute. 1835 betrieb er 68 Fuhrwagen mit 1800 Pferden und beschäftigte 2000 Männer. Zu den von ihm betriebenen Herbergen gehörten außerdem das Spread Eagle in der Gracechurch Street, das Cross Keys und das White Horse in der Fetter Lane. Er wurde als der „vielleicht größte Fuhrwagenunternehmer, der je gelebt hat“ bezeichnet.
Chaplin verkaufte die meisten seiner Pferde, um in die Eisenbahn zu investieren, und das Swan wurde um 1860 geschlossen. Es wurde durch ein neues Gebäude ersetzt, das zum Umschlag von Gütern und Paketen für den Eisenbahnspediteur und Transporteur Chaplin & Horne diente. Der British Almanac von 1862 schrieb:

“One of the most remarkable recent buildings in the City for its size and constructive features occupies the site of the well-known Swan-with-two-Necks, in Gresham Street. It is built for Messrs. Chaplin and Horne, the railway carriers, and has a frontage of nearly 100 feet, a depth of 150 feet, and a height of 64 feet above the pavement, while beneath are warehouses and extensive stabling. The front has a solid architectural character, in keeping with the purposes to which the building is to be applied. The ground floor, of Portland stone, rusticated, rests on a granite basement, while the three upper stories are of brick with stone dressings, a massive cornice crowning the whole. The architect was Mr. W. Tite, M.P.; the cost has been a little under 40,000l”

„Eines der wegen seiner Größe und Konstruktionsmerkmale bemerkenswertesten Gebäude in der City liegt an der Stätte des weitbekannten Swan with two Necks in der Gresham Street. Es wurde gebaut für die Herren Chaplin und Horne, die Eisenbahnspediteure und hat eine Front von fast 30 Metern und eine Tiefe von 45 Metern sowie eine Höhe von 19,5 Metern oberhalb der Straße, darin sind sich Lagerräume und ausgedehnte Stallungen. Die Front hat einen soliden architektonischen Charakter, der im Einklang steht mit den Zwecken, für die das Bauwerk ausgelegt wurde. Das Erdgeschoß aus Portlandstein sitzt auf einem Granitsockel, während die oberen drei Stockwerke aus Backstein mit steinerner Verzierung sind, und ein massives Gsims krönt das ganze. Der Architekt war Mr. W. Tite, M.P.; die Kosten waren ein wenig unter 40.000l.“

Ein Branchenverzeichnis aus dem Jahr 1869 führte das Swan als „die Empfangsstelle für Güter für die Eisenbahngesellschaften Great Eastern, London & South Western, South Eastern, London, Brighton & South Coast & London, Chatham & Dover“. Ein Werbeinserat für Chaplin & Horne aus dem Jahr 1874 verdeutlicht, dass das Swan with two Necks nur eines von mehreren Depots des Unternehmens war. Chaplin & Horne stand den größten Teil des 19. Jahrhunderts in Konkurrenz mit Pickfords, die Chaplin & Horne schließlich übernahmen, und das Swan an 57 Gresham Street wurde ein Depot von Pickfords und deren Hauptbüro.

## Belege
1. ↑  Royal Mails preparing to start for the west of England. In: British Museum. Abgerufen am 24. Juni 2021.
2. ↑  Christopher Hibbert, Ben Weinreb, John Keay, Julia Keay: Gresham Street. In: The London Encyclopaedia. 3. Auflage. Macmillan, London 2011, ISBN 978-0-230-73878-2, S. 357 (books.google.de – Leseprobe).
3. ↑  Walter Thornbury, Edward Walford: Old and new London. A narrative of its history, its people, and its places. Band 1. Cassell, London, S. 374 (Textarchiv – Internet Archive).
4. ↑  Map of Early Modern London (mapoflondon.uvic.ca) Abgerufen am 6. Februar 2018.
5. ↑  Harry Hanson: The Coaching Life. Manchester University Press, Manchester / Dover, N.H., USA 1983, ISBN 0-7190-0930-8, S. 149 (books.google.com).
6. ↑  Philip Norman: London vanished and vanishing. Adam and Charles Black, London 1905, S. 105 (Textarchiv – Internet Archive).
7. ↑  Finchley: Economic history. British History Online. Abgerufen am 6. Februar 2018.
8. ↑  The British Almanac. Knight & Co., London 1862, S. 275 (Textarchiv – Internet Archive).
9. ↑  The Railway and Commercial Gazetteer of England, Scotland, and Wales: Comp. from Official Sources. McCorquodale & Company, Limited, London 1874, S. 423 (books.google.com).